# DJ Aligator
DJ Aligator Project, настоящее имя — Алиасгар Мовасат (перс.  علی اصغر مواسات ‎, дат. Aliasghar Movasat; род. 10 марта 1975, Тегеран) — датский певец, DJ и продюсер иранского происхождения, в начале карьеры сотрудничал в евродэнс проекте Factual Beat.
Известность пришла к нему благодаря синглу «The Whistle Song» из дебютного альбома Payback Time, который вышел в 2000 году.
Сингл «The Whistle Song» в январе 2002 года добрался до пятой позиции в UK Singles Chart, а позднее попал в Top of the Pops BBC. Трек стал четырежды платиновым в Дании и занимал в 2000 году первые позиции в чартах страны.
В 2002 году DJ Aligator выпустил свой второй альбом The Sound of Scandinavia.
Также DJ Aligator занимается написанием ремиксов на композиции других известных исполнителей, в числе которых Me & My, Infernal, Nik & Jay, O-Zone и Medina.
В данный момент DJ Aligator проживает в Мальмё, Швеция, где у него оборудована собственная звукозаписывающая студия.
19 ноября 2012 года вышел новый альбом Next Level.

## Дискография

### Альбомы
- Payback Time[англ.] (2000)
- The Sound of Scandinavia (2002)
- Music is My Language (2005)
- Kiss My B-ass (2009)
- Next Level (2012)

### Сборники
- Greatest Hits & Remixes (2004)
- Re-Hits (2006)
- Dance Lollipop (2006)

### Синглы
- «Doggy Style» (2000)
- «Lollipop» (2000)
- «Turn Up The Music» (2000)
- «The Whistle Song» (2000)
- «Temple Of India» (2001)
- «Dreams» (feat. Christina Undhjem) (2002)
- «I Like To Move It» (feat. Dr. Alban) (2002)
- «Mosquito» (2002)
- «Stomp» (2002)
- «Davaj Davaj» (feat. MC Вспышкин) (2004)
- «Music Is My Language» (feat. Arash) (2005)
- «Protect Your Ears» (2005)
- «Countdown» (2006)
- «Meet Her At The Loveparade 2007» (2007)
- «K.A.O.S.» (2008)
- «Calling You» (2009)
- «Shine 2009 (feat. Heidi Degn)» (2009)
- «Gi' Det Til Dig» (feat. Jinks) (2010)
- «Interlude»
- «Starting Over» (2011)
- «Trash The Club (feat. Al Agami & Yas)» (2011)
- «Return» (2012)
- «The Perfect Match» (feat. Daniel Kandi & Julie Rugaard) (2012)
- «Be With You» (feat. Sarah West) (2013)
- «Here Comes The Rain» (feat. Kaya Bruel) (2013)
- «Fist Pump» (2014)
- «Heaven Is Falling» (feat. Aero) (2016)
- «Put Your Lights Up» (feat. Decaville) (2016)
- «Agmal Hayaa (Beautiful Life)» (feat. Talal) (2018)
- «Drop the Bass» (2018)
- «Put Your Hands in the Air» (2019)
- «You Know Me» (feat. Mike Trend) (2019)
- «Beshkan» (2019)
- «Follow Me!»  (2020)
- «Bang That Drum» (feat. Copenhagen Drummers) (2020)
- «Where Are You 2020» (feat. Paffendorf, Darwich) (2020)
- «Bassland» (The Remixes) (2021)
- «Bassland, Pt. 2» (2021)
- «HEY!» (2022)
- «Feel Like Coming Home» (2023)
- «Turn up the Heat» (feat. Thoby) (2023)
- «Fløjt'ne» (feat. Tessa, Kidd) (2023)
- «Jump» (2024)
- «Clap» (feat. Gelida) (2024)
- «Do The Helicopte» (2024)
- «Salam Aliakum» (2024)
- «I Have A Dollar» (feat. Darwich) (2024)

### Клипы
- «DJ Aligator feat. Arash — Music Is My Language»
- «DJ Aligator feat. Bijan Mortazavi — Never Forget»
- «DJ Aligator — I’m Coming Home (feat. Mohammad Esfehani)»
- «DJ Aligator — Lollipop»
- «DJ Aligator — The Whistle Song»
- «DJ Aligator — Stomp»
- «DJ Aligator — Protect Your Ears»
- "DJ Aligator & Heidi Deign — Close To You (Classical Version)
- «DJ Aligator feat. Heidi Degn — Shine 2009»
- "DJ Aligator — Countdown
- "DJ Aligator — Dreams
- "Mohamed Ali — Rocket (DJ Aligator Project Remix)
- "Medina — You & I (DJ Aligator Remix)
- "DJ Aligator & Jinks — Gi Det Til Dig
- "DJ Aligator — Mosquito
- «Arash feat. Helena — Broken Angel To By Pure Love (DJ Aligator Remix)»
- «Aligator — Starting Over»
- «Aligator feat. Al Agami & Yas — Trash The Club (2011)»
- «Aligator & Daniel Kandi feat. Julie Rugaard — The Perfect Match (2012)»
- «Aligator feat. Airbase — Resurrection (Presenting An Amazing Fly Board Show)»
- «Aligator feat. Sarah West — Be With You»
- «Aligator — So Far From Home (2013)»
- «Aligator — Fist Pump (2014)»
- «Aligator — Heaven Is Falling (feat. Aero) (2016)»
- «Aligator — Put Your Lights Up (ft. Decaville) (2016)»
- «Aligator — Agmal Hayaa (Beautiful Life)» (feat. Talal) (2018)»